# E! People's Choice Awards 2021
La 47ª edizione degli E! People's Choice Awards si è tenuta il 7 dicembre 2021 al Barker Hangar di Santa Monica (California). Il programma è stato trasmesso sulle reti televisive E! ed NBC.
Le candidature sono state annunciate il 27 ottobre.
In seguito sono elencate le categorie, il relativo vincitore è indicato in grassetto.

## Cinema

### Film del 2021
- Black Widow
- Il principe cerca figlio (Coming 2 America)
- Fast & Furious 9 - The Fast Saga (F9: The Fast Saga)
- Dune
- No Time to Die
- Shang-Chi e la leggenda dei Dieci Anelli (Shang-Chi and the Legend of the Ten Rings)
- La guerra di domani (The Tomorrow War)
- Venom - La furia di Carnage (Venom: Let There Be Carnage)

### Film drammatico del 2021
- Crudelia (Cruella)
- A Quiet Place II (A Quiet Place Part II)
- Dune
- Un padre (Fatherhood)
- Halloween Kills
- Sognando a New York - In the Heights (In the Heights)
- Old
- Respect

### Film commedia del 2021
- Free Guy - Eroe per gioco (Free Guy)
- Il principe cerca figlio (Coming 2 America)
- He's All That
- Hitman's Wife's Bodyguard
- Jungle Cruise
- Space Jam: New Legends (Space Jam: A New Legacy)
- Thunder Force
- Vacation Friends

### Film d'azione del 2021
- Shang-Chi e la leggenda dei Dieci Anelli (Shang-Chi and the Legend of the Ten Rings)
- Black Widow
- Fast & Furious 9 - The Fast Saga (F9: The Fast Saga)
- Godzilla vs. Kong
- No Time to Die
- The Suicide Squad - Missione suicida (The Suicide Squad)
- La guerra di domani (The Tomorrow War)
- Venom - La furia di Carnage (Venom: Let There Be Carnage)

### Film per famiglie del 2021
- Luca
- Cenerentola (Cinderella)
- Raya e l'ultimo drago (Raya and the Last Dragon)
- Baby Boss 2 - Affari di famiglia (The Boss Baby: Family Business)
- I Mitchell contro le macchine (The Mitchells vs the Machines)
- Tom & Jerry
- Vivo
- Yes Day

### Star maschile in un film del 2021
- Dwayne Johnson - Jungle Cruise
- John Cena - Fast & Furious 9 - The Fast Saga (F9: The Fast Saga)
- Daniel Craig - No Time to Die
- Vin Diesel - Fast & Furious 9 - The Fast Saga (F9: The Fast Saga)
- Simu Liu - Shang-Chi e la leggenda dei Dieci Anelli (Shang-Chi and the Legend of the Ten Rings)
- Eddie Murphy - Il principe cerca figlio (Coming 2 America)
- Chris Pratt - La guerra di domani (The Tomorrow War)
- Ryan Reynolds - Free Guy - Eroe per gioco (Free Guy)

### Star femminile in un film del 2021
- Scarlett Johansson - Black Widow
- Awkwafina - Shang-Chi e la leggenda dei Dieci Anelli (Shang-Chi and the Legend of the Ten Rings)
- Salma Hayek - Hitman's Wife's Bodyguard
- Jennifer Hudson - Respect
- Leslie Jones - Il principe cerca figlio (Coming 2 America)
- Florence Pugh - Black Widow
- Margot Robbie - The Suicide Squad - Missione suicida (The Suicide Squad)
- Charlize Theron - Fast & Furious 9 - The Fast Saga (F9: The Fast Saga)

### Star in un film drammatico del 2021
- Kevin Hart - Un padre (Fatherhood)
- Emily Blunt - A Quiet Place II (A Quiet Place Part II)
- Timothée Chalamet - Dune
- Jamie Lee Curtis - Halloween Kills
- Jennifer Hudson - Respect
- Jason Momoa - Dune
- Anthony Ramos - Sognando a New York - In the Heights (In the Heights)
- Emma Stone - Crudelia (Cruella)

### Star in un film commedia del 2021
- Dwayne Johnson - Jungle Cruise
- Emily Blunt - Jungle Cruise
- Salma Hayek - Hitman's Wife's Bodyguard
- Leslie Jones - Il principe cerca figlio (Coming 2 America)
- Melissa McCarthy - Thunder Force
- Eddie Murphy - Il principe cerca figlio (Coming 2 America)
- Ryan Reynolds - Free Guy - Eroe per gioco (Free Guy)
- Octavia Spencer - Thunder Force

### Star in un film d'azione del 2021
- Simu Liu - Shang-Chi e la leggenda dei Dieci Anelli (Shang-Chi and the Legend of the Ten Rings)
- John Cena - Fast & Furious 9 - The Fast Saga (F9: The Fast Saga)
- Daniel Craig - No Time to Die
- Vin Diesel - Fast & Furious 9 - The Fast Saga (F9: The Fast Saga)
- Scarlett Johansson - Black Widow
- Chris Pratt - La guerra di domani (The Tomorrow War)
- Florence Pugh - Black Widow
- Charlize Theron - Fast & Furious 9 - The Fast Saga (F9: The Fast Saga)

## Televisione

### Serie TV del 2021
- Loki
- The Bachelor
- Cobra Kai
- Grey's Anatomy
- Law & Order - Unità vittime speciali (Law & Order: Special Victims Unit)
- Saturday Night Live
- This Is Us
- WandaVision

### Serie TV drammatica del 2021
- Grey's Anatomy
- 9-1-1
- Cobra Kai
- The Equalizer
- Law & Order - Unità vittime speciali (Law & Order: Special Victims Unit)
- Outer Banks
- This Is Us
- The Walking Dead

### Serie TV commedia del 2021
- Never Have I Ever
- Brooklyn Nine-Nine
- Grown-ish
- Only Murders in the Building
- Saturday Night Live
- Ted Lasso
- The Upshaws
- Young Rock

### Serie TV sci-fi/fantasy del 2021
- Lucifer
- Loki
- La Brea
- Tenebre e ossa (Shadow and Bone)
- Superman & Lois
- The Falcon and the Winter Soldier
- The Flash
- WandaVision

### Bingeworthy Show del 2021
- Squid Game
- Cobra Kai
- Loki
- Omicidio a Easttown (Mare of Easttown)
- Outer Banks
- Sex/Life
- Ted Lasso
- The White Lotus

### Star maschile in una serie TV del 2021
- Tom Hiddleston - Loki
- Sterling K. Brown - This Is Us
- Dwayne Johnson - Young Rock
- Anthony Mackie - The Falcon and the Winter Soldier
- Norman Reedus - The Walking Dead
- Chase Stokes - Outer Banks
- Jason Sudeikis - Ted Lasso
- Kenan Thompson - Saturday Night Live

### Star femminile in una serie TV del 2021
- Ellen Pompeo - Grey's Anatomy
- Angela Bassett - 9-1-1
- Kathryn Hahn - WandaVision
- Mariska Hargitay - Law & Order - Unità vittime speciali (Law & Order: Special Victims Unit)
- Queen Latifah - The Equalizer
- Mandy Moore - This Is Us
- Elizabeth Olsen - WandaVision
- Yara Shahidi - Grown-ish

### Star in una serie TV drammatica del 2021
- Chase Stokes - Outer Banks
- Angela Bassett - 9-1-1
- Sterling K. Brown - This Is Us
- Mariska Hargitay - Law & Order - Unità vittime speciali (Law & Order: Special Victims Unit)
- Queen Latifah - The Equalizer
- Mandy Moore - This Is Us
- Ellen Pompeo - Grey's Anatomy
- Norman Reedus - The Walking Dead

### Star in una serie TV commedia del 2021
- Selena Gomez - Only Murders in the Building
- Dwayne Johnson -Young Rock
- Steve Martin - Only Murders in the Building
- Andy Samberg - Brooklyn Nine-Nine
- Yara Shahidi - Grown-ish
- Jason Sudeikis - Ted Lasso
- Wanda Sykes - The Upshaws
- Kenan Thompson - Saturday Night Live

### Reality show del 2021
- Al passo con i Kardashian (Keeping Up with the Kardashians)
- 90 giorni per innamorarsi (90 Day Fiancé)
- Bachelor in Paradise
- Below Deck
- Jersey Shore: Family Vacation
- Love & Hip Hop: Atlanta
- The Real Housewives of Beverly Hills
- The Real Housewives of Atlanta

### Show di competizione del 2021
- The Voice
- America's Got Talent
- American Idol
- The Bachelor
- The Bachelorette
- Dancing with the Stars
- The Masked Singer
- RuPaul's Drag Race

### Talk show diurno del 2021
- The Ellen DeGeneres Show
- The Kelly Clarkson Show
- Good Morning America
- Live with Kelly and Ryan
- Red Table Talk
- Today
- The View
- The Wendy Williams Show

### Talk show notturno del 2021
- The Tonight Show Starring Jimmy Fallon
- The Daily Show with Trevor Noah
- Full Frontal with Samantha Bee
- Jimmy Kimmel Live!
- Last Week Tonight with John Oliver
- Late Night with Seth Meyers
- The Late Late Show with James Corden
- The Late Show with Stephen Colbert

### Concorrente di uno show del 2021
- JoJo Siwa - Dancing With the Stars
- Gottmik - RuPaul's Drag Race
- Matt James - The Bachelor
- JoJo - The Masked Singer
- Cody Rigsby - Dancing With the Stars
- Symone - RuPaul's Drag Race
- Katie Thurston - The Bachelorette
- Wiz Khalifa - The Masked Singer

### Star di un reality show del 2021
- Khloé Kardashian - Al passo con i Kardashian (Keeping Up with the Kardashians)
- Erica Mena - Love & Hip Hop: Atlanta
- Joe Amabile - Bachelor in Paradise
- Kandi Burruss - The Real Housewives of Atlanta
- Kim Kardashian - Al passo con i Kardashian (Keeping Up with the Kardashians)
- Lisa Rinna - The Real Housewives of Beverly Hills
- Mike "The Situation" Sorrentino - Jersey Shore: Family Vacation
- Nicole "Snooki" Polizzi - Jersey Shore: Family Vacation

## Musica

### Artista maschile del 2021
- Lil Nas X
- Bad Bunny
- Justin Bieber
- Luke Combs
- Drake
- Shawn Mendes
- Ed Sheeran
- The Weeknd

### Artista femminile del 2021
- Adele
- Billie Eilish
- Cardi B
- Doja Cat
- Halsey
- Megan Thee Stallion
- Olivia Rodrigo
- Saweetie

### Gruppo musicale del 2021
- BTS
- Coldplay
- Dan + Shay
- Imagine Dragons
- Jonas Brothers
- Maroon 5
- Migos
- Twenty One Pilots

### Artista country del 2021
- Blake Shelton
- Kane Brown
- Luke Bryan
- Luke Combs
- Dan + Shay
- Miranda Lambert
- Kacey Musgraves
- Carrie Underwood

### Artista latino del 2021
- Bad Bunny
- Anuel AA
- Becky G
- Daddy Yankee
- J Balvin
- Karol G
- Maluma
- Natti Natasha

### Artista emergente del 2021
- Olivia Rodrigo
- 24kGoldn
- Rauw Alejandro
- Giveon
- The Kid Laroi
- Tate McRae
- Bella Poarch
- Tomorrow x Together

### Album del 2021
- Sour - Olivia Rodrigo
- Certified Lover Boy - Drake
- Culture III - Migos
- Happier than Ever - Billie Eilish
- Justice - Justin Bieber
- Montero - Lil Nas X
- Planet Her - Doja Cat
- Star-Crossed - Kacey Musgraves

### Canzone del 2021
- "Butter" - BTS
- "Bad Habits" - Ed Sheeran
- "Easy on Me" - Adele
- "Good 4 U" - Olivia Rodrigo
- "Montero (Call Me By Your Name)" - Lil Nas X
- "Peaches" - Justin Bieber ft. Daniel Caesar e Giveon
- "Stay" - The Kid Laroi e Justin Bieber
- "Up" - Cardi B

### Video musicale del 2021
- "Butter" - BTS
- "Easy on Me" - Adele
- "Good 4 U" - Olivia Rodrigo
- "Location" - Karol G, Anuel AA e J Balvin
- "Montero (Call Me By Your Name)" - Lil Nas X
- "My Universe" - Coldplay e BTS
- "Peaches" - Justin Bieber ft. Daniel Caesar e Giveon
- "Stay" - The Kid Laroi e Justin Bieber

### Collaborazione musicale del 2021
- "Stay" - The Kid Laroi e Justin Bieber
- "Best Friend" - Saweetie ft. Doja Cat
- "Industry Baby" - Lil Nas X e Jack Harlow
- "Kiss Me More" - Doja Cat ft. SZA
- "Leave the Door Open" - Silk Sonic
- "Peaches" - Justin Bieber ft. Daniel Caesar e Giveon
- "Way 2 Sexy" - Drake ft. Future e Young Thug
- "You Right" - Doja Cat e The Weeknd

## Cultura pop

### Social Star del 2021
- Britney Spears
- Justin Bieber
- Charli D'Amelio
- Dwayne Johnson
- Kim Kardashian
- Kylie Jenner
- Lil Nas X
- Addison Rae

### Pop Special del 2021
- Friends: The Reunion
- Billie Eilish: The World's a Little Blurry
- Demi Lovato: Dancing with the Devil
- Justin Bieber: Our World
- Olympic Highlights With Kevin Hart and Snoop Dogg
- Oprah with Meghan and Harry
- Pink: All I Know So Far
- Savage X Fenty Show Vol. 3

### Comico del 2021
- Vaccinated and Horny Tour - Chelsea Handler
- Back to Abnormal Tour - Trevor Noah
- Bo Burnham: Inside - Bo Burnham
- From Scratch Tour - John Mulaney
- Sorry, Harriet Tubman - Phoebe Robinson
- The King's Jester Tour - Hasan Minhaj
- The Milk & Money Tour - Ali Wong
- You Know What It Is - Marlon Wayans

### Game Changer del 2021
- Simone Biles
- Sunisa Lee
- Patrick Mahomes
- Alex Morgan
- Carl Nassib
- Naomi Ōsaka
- Bubba Wallace
- Serena Williams

### Pop Podcast del 2021
- Anything Goes con Emma Chamberlain
- Armchair Expert
- Call Her Daddy
- Chicks in the Office
- Conan O'Brien Needs a Friend
- Couple Things con Shawn e Andrew
- SmartLess
- Why Won't You Date Me? con Nicole Byer

### Influencer francese del 2021
- Noholito
- Honey Shay
- Jessica Errero
- Johan Papz
- Mayadorable
- Rose Thr
- Style Tonic
- The Doll Beauty

### Influencer africano del 2021
- Tyra Chikocho AKA Madamboss
- Azziad Nasenya
- Boitumelo "Boity" Thulo
- Falz
- Lasizwe Dambuza
- Mihlali Ndamase
- The Odditty
- Witney Ramabulana